# 홍현승
홍현승(1999년 3월 13일 ~ ) 은 대한민국의 축구선수로, 포지션은 공격수이다. 현 FC 충주에서 뛰고 있다.